# Fortune Tower
La Fortune Tower est un gratte-ciel de 218 mètres construit en 2008 à Shenzhen en Chine.